# Kittery Point
Kittery Point – jednostka osadnicza w Stanach Zjednoczonych, w stanie Maine, w hrabstwie York.